# 福岡県道586号長栖高橋線
福岡県道586号長栖高橋線（ふくおかけんどう586ごう ながすたかはしせん）は、福岡県朝倉市からうきは市に至る一般県道である。

## 概要
朝倉市田中からうきは市吉井町に至る。旧浮羽郡吉井町内の北西部と吉井町中心部を結ぶ。

### 路線データ
- 起点：福岡県朝倉市田中（朝羽大橋交差点、福岡県道80号甘木朝倉田主丸線・福岡県道585号殖木入地甘木線交点）
- 終点：福岡県うきは市吉井町（うきは警察署入口交差点、国道210号交点、福岡県道718号吉井妹川線起点）

## 路線状況

### 道路施設

#### 橋梁
- 河童橋（巨瀬川、うきは市）

## 地理

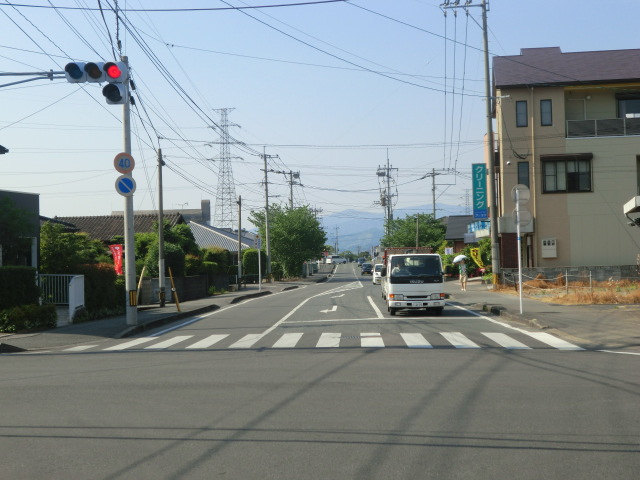
道の様子

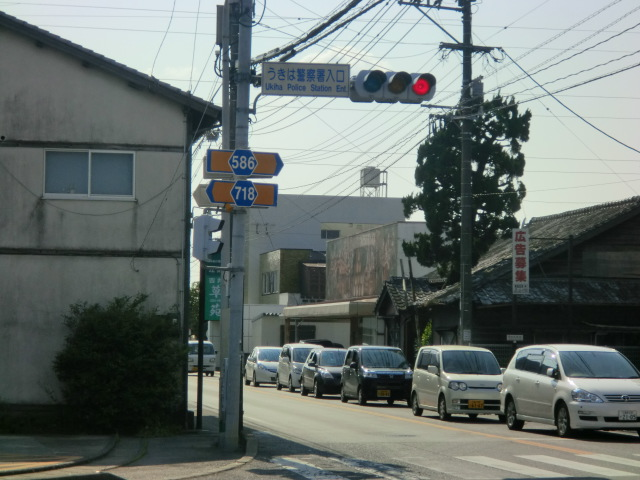
うきは警察署入口交差点（終点）。同交差点で福岡県道718号吉井妹川線と接続している。

### 通過する自治体
- 朝倉市
- うきは市

### 交差する道路
| 交差する道路                                             | 市町村名 | 交差する場所 | 交差する場所                  |
| -------------------------------------------------------- | -------- | ------------ | ----------------------------- |
| 福岡県道80号甘木朝倉田主丸線 福岡県道585号殖木入地甘木線 | 朝倉市   | 田中         | 朝羽大橋交差点 / 起点         |
| 福岡県道511号吉井恵蘇宿線 福岡県道588号甘木吉井線        | うきは市 | 吉井町八和田 |                               |
| 福岡県道81号久留米浮羽線                                 | うきは市 | 吉井町新治   |                               |
| 国道210号 / 浮羽バイパス                                 | うきは市 | 吉井町新治   | 新治交差点                    |
| 国道210号 福岡県道718号吉井妹川線                        | うきは市 | 吉井町       | うきは警察署入口交差点 / 終点 |

### 沿線
- 筑後川（朝羽大橋）
- 北新川
- 美津留川
- 災除川
- 新馬場簡易郵便局
- JR九州久大本線 筑後吉井駅
- 巨瀬川（河童橋、高橋）